# HCLG Leipzig
Der HCLG Leipzig (Hockey Club Lindenau Grünau Leipzig e. V.) ist ein im Jahre 1992 gegründeter Hockeyverein im Ortsteil Grünau von Leipzig, Sachsen. Er hat drei Damen-, drei Herren- und zehn Nachwuchsmannschaften sowie eine Senioren- und eine Elternhockey-Mannschaft (Stand: Dezember 2012).
Die 1. Damenmannschaft des HCLG spielt im Feld und in der Halle in der Regionalliga Ost, ebenso die 1. Herrenmannschaft (Stand: März 2013).

## Geschichte
Eine der ersten Sportgemeinschaften, die nach 1945 in Leipzig wieder gegründet wurden, war die SG Lindenau-Aue. In der Hockeyabteilung fanden sich Spieler der TSG Lindenau 1848, des SC Marathon Westens sowie des R.C. Sport Leipzig zusammen. Die Stockball-Abteilungen dieser Vereine waren in den 1920er Jahren entstanden und sind so – gewissermaßen – die „Urahnen“ des HCLG. Leipzig war in jenen Jahren eine Hockeyhochburg in Deutschland. Es gab hier mehr als 20 Hockeyvereine.
Im Mai 1948 wurde eine Knabenabteilung im SG Lindenau-Aue ins Leben gerufen. Die Vereinsnamen und die Organisationsform mussten in den nächsten Jahren mehrfach geändert werden. Über ZSG Industrie, Abteilung Konsum und BSG Konsum Leipzig, kam es im Juni 1951 zur Gründung der BSG Empor Lindenau Leipzig. Mit diesem Namen sind fast 30 Jahre erfolgreicher Arbeit im Hockeysport im Leipziger Westen verbunden, gekrönt durch den DDR-Meistertitel im Feldhockey der Herren 1987.
Zahlreiche Spieler von der BSG Empor Lindenau wurden in die Nationalmannschaft der DDR berufen. Genannt seien hier nur Dieter Klauß (Olympiateilnehmer 1968; mit 145 Einsätzen Rekordnationalspieler der DDR), Eckhard Wallossek (Olympiateilnehmer 1968, 120 Länderspiele), und Matthias Schmidt (105 Länderspiele).
Kurz vor der deutschen Wiedervereinigung nahm im August 1990 der Verein wieder seinen alten Namen SV Lindenau 1848 Leipzig an. Im November 1992 kam es dann zur Gründung des HC Lindenau Grünau Leipzig e.V.